# Ottomar Anschütz
Ottomar Anschütz (ur. 16 maja 1846 w Lesznie, zm. 30 maja 1907 w Berlinie) – niemiecki wynalazca i fotograf. Jego działalność miała istotne znaczenie dla początków kinematografii.

## Działalność
Praktykował u Ferdinanda Beyricha w Berlinie, Franza Hanfstaengla w Monachium, Ludwiga Angerera w Wiedniu i Maksymiliana Fajansa w Warszawie.
W 1879 przejął rodzinne przedsiębiorstwo. Zbudował na wozie dwukonnym objazdowe atelier, które zrobiło wielkie wrażenie na członkach berlińskiego Towarzystwa Wspierania Kinematografii, co było powodem przyjęcia Ottomara do grona Towarzystwa w 1880.
Przypisuje mu się stworzenie na początku lat 80. XIX w. pierwszej migawki szczelinowej, która pozwalała uchwycić przedmioty w ruchu (według innych źródeł jej wynalazcą był Polak – Stanisław Jurkowski). Migawka dawała czas naświetlania nawet 1/1000 sekundy, co było w tamtych czasach sensacją. Światową sławę dały mu fotografie bocianów nad gniazdem zrobione w 1891. W Brukseli w 1883 zdobył brązowy medal na wystawie fotograficznej. Jako pierwszy sfotografował ostro konia w biegu, gołębie w locie i skaczących mężczyzn. W 1885 za pomocą baterii 24 aparatów sfotografował kolejne etapy biegu konia. Rok później udało mu się zaprezentować te zdjęcia w ruchu.
W 1886 razem z budowniczym organów Johannem Schneiderem skonstruował (wcześniej niż bracia Lumière) prototyp kinematografu. Urządzenie umożliwiało „wyświetlanie” fotografii z szybkością 30 obrazów na sekundę, dając wrażenie ruchu.
W 1888 r. zaprojektował we wrocławskim Zoo specjalny budynek do ekspozycji tutejszych zwierząt ogrodu w celu wykonywania im zdjęć i po raz pierwszy na świecie zdołał sporządzić zdjęcia żywych zwierząt w ogrodzie zoologicznym. Działał tu do 1890 r., a wykonane przez niego zdjęcia do 1928 r. ilustrowały wydawnictwa wrocławskiego Zoo i pocztówki.